# Глажевское сельское поселение
Гла́жевское се́льское поселе́ние — муниципальное образование в составе Киришского района Ленинградской области. Административный центр — посёлок Глажево.

## Географическое положение
- Общая площадь — 476,66 км².
- Расположено в северо-западной части Киришского района.
- Граничит:
  - на западе и северо-западе — с Кировским районом
  - на северо-востоке — с Волховским районом
  - на востоке — с Пчевским сельским поселением
  - на юго-востоке — с Киришским городским поселением
  - на юго-западе — с Кусинским сельским поселением
- По восточной границе поселения протекает река Волхов, по территории поселения протекает Влоя с притоками Олешня и Марьинка, а также Оломна.

По территории поселения проходит железная дорога, имеются станции и остановочные пункты: Глажево, Андреево, 60 километр
По территории поселения проходят автодороги:
- 41А-006 (Зуево — Новая Ладога)
- 41К-551 (Подсопье — Гороховец)
- 41К-555 (подъезд к дер. Андреево)
- 41К-562 (подъезд к дер. Бабино)
- 41К-574 (подъезд к дер. Багольник)

Расстояние от административного центра поселения до районного центра — 25 км.

## История
В середине XIX века в составе Новоладожского уезда Санкт-Петербургской губернии была образована Глажевская волость.
В 1923 году в составе Глажевской волости был образован Глажевский сельсовет.
1 августа 1927 года Глажевская волость была упразднена, Глажевский сельсовет вошёл в состав Андреевского района Ленинградской области.
В ноябре 1928 к Глажевскому сельсовету были присоединены упразднённые Подсопский и Черенцовский сельсоветы.
22 июня 1954 года в состав Глажевского сельсовета вошёл Кривашский сельсовет.
В конце 1970-х годов в состав Глажевского сельсовета был включён упразднённый Оломенский сельсовет.
18 января 1994 года постановлением главы администрации Ленинградской области № 10 «Об изменениях административно-территориального устройства районов Ленинградской области» Глажевский сельсовет, также как и все другие сельсоветы области, был преобразован в Глажевскую волость.
1 января 2006 года в соответствии с областным законом № 49-оз от 1 сентября 2004 года «Об установлении границ и наделении соответствующим статусом муниципального образования Киришский муниципальный район и муниципальных образований в его составе» было образовано Глажевское сельское поселение, в которое вошла территория бывшей Глажевской волости.

## Население
| 2006  | 2010  | 2011  | 2012  | 2013  | 2014  | 2015  |
| ----- | ----- | ----- | ----- | ----- | ----- | ----- |
| 3300  | ↘2942 | ↘2927 | ↗2982 | ↘2970 | ↘2947 | ↘2931 |
| 2016  | 2017  | 2018  | 2019  | 2020  | 2021  | 2023  |
| ↘2872 | ↘2845 | ↘2827 | ↘2810 | ↘2702 | ↗2938 | ↘2882 |
| 2024  | 2025  |       |       |       |       |       |
| ↘2834 | →2834 |       |       |       |       |       |

## Состав сельского поселения
| №  | Населённый пункт | Тип населённого пункта              | Население |
| -- | ---------------- | ----------------------------------- | --------- |
| 1  | Андреево         | деревня                             | ↗53       |
| 2  | Андреево         | посёлок при железнодорожной станции | ↗41       |
| 3  | Багольник        | деревня                             | ↗29       |
| 4  | Бор              | деревня                             | ↗98       |
| 5  | Гатика           | деревня                             | ↗7        |
| 6  | Глажево          | деревня                             | ↗43       |
| 7  | Глажево          | посёлок при железнодорожной станции | ↗35       |
| 8  | Глажево          | посёлок, административный центр     | ↗2479     |
| 9  | Гороховец        | деревня                             | ↘4        |
| 10 | Грабково         | деревня                             | ↗26       |
| 11 | Криваши          | деревня                             | ↗15       |
| 12 | Манушкино        | деревня                             | ↗18       |
| 13 | Мемино           | деревня                             | ↗19       |
| 14 | Наволок          | деревня                             | ↗22       |
| 15 | Наростыня        | деревня                             | ↗17       |
| 16 | Оломна           | деревня                             | ↗23       |
| 17 | Подсопье         | деревня                             | ↗49       |
| 18 | Тихорицы         | посёлок                             | ↗363      |
| 19 | Черенцево        | деревня                             | ↗39       |
| 20 | Шелогино         | деревня                             | ↗9        |

## Местное самоуправление
С 1 января 2006 года главой поселения являлся Крючков Пётр Владимирович, с октября 2009 года — Лёвин Анатолий Васильевич, с сентября 2014 года — Аксёнова Марина Михайловна. Затем — Халамов Евгений Евгеньевич.
В настоящее время главой поселения является Гвоздкова Лариса Ивановна, главой администрации — Григорьева Светлана Александровна.